# Ketzerturm

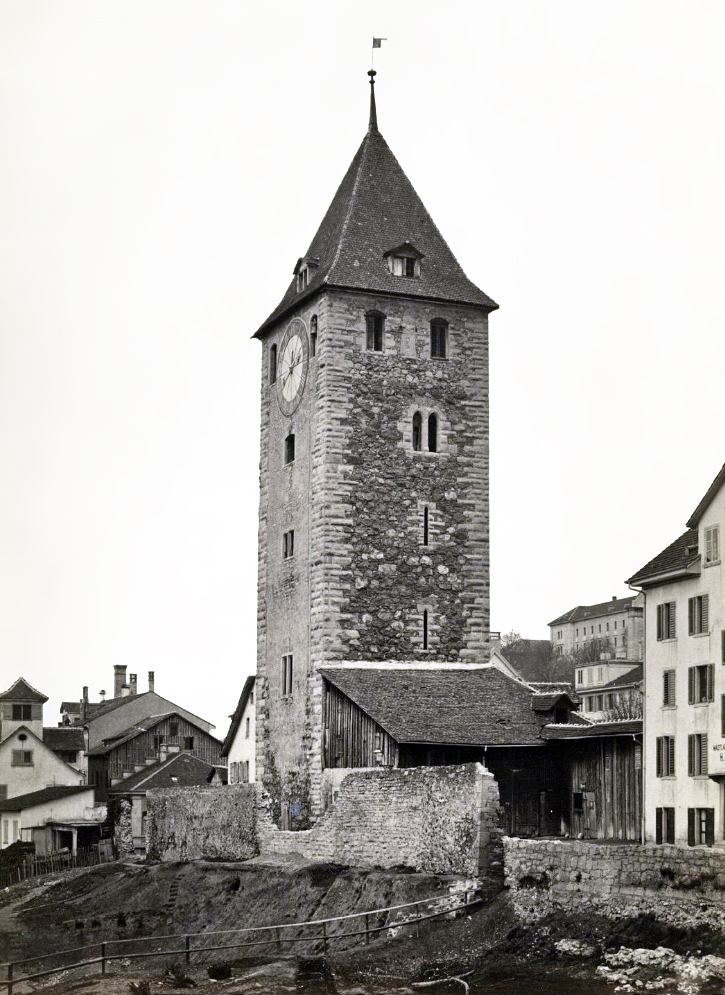
Der Ketzerturm vor 1878, Fotografie: Jean Gut

In der Bildmitte: Der Ketzerturm auf dem Müllerplan von 1793

Der Ketzerturm (zuerst Neuer Turm, später auch Hexenturm genannt) stand auf der Ostseite in der Befestigung der Stadt Zürich. Er gehörte zur dritten Phase des Befestigungsausbaus, wurde 1314 erstmals erwähnt und 1878 abgebrochen. Seit 1588 ist die Bezeichnung Ketzerturm aktenkundig. Mit einer Grundfläche von 10 auf 10,8 Metern und einer Firsthöhe von fast 39 Metern war er der grösste Befestigungsturm der Stadt. Er stand am Seilergraben zwischen dem Kronentor beim Neumarkt und dem Niederdorftor beim heutigen Central zwischen der Gräbligasse und der Häringstrasse.

## Bauwerk
Beim Abbruch wurde die Sohle des Bauwerks wie beim benachbarten Predigerabschnitt auf 3,90 m unter Strassenniveau bestimmt. Es existieren Fotos aus dem Jahr 1953, die beim Bau eines Luftschutzbunkers in der Liegenschaft Seilergraben 49 Fundamentreste des Ketzerturms zeigen. Die Front des Turms stand vor der Flucht der Stadtmauer, die den Graben abtrennte, war aber mit ihr zu einem Bauwerk verbunden.
In ganzer Höhe war der Turm mit Buckelquader-Eckverbänden ausgestattet und als Binder mit einzelnen zusätzlichen Steinen ergänzt worden. Die Fensteröffnungen waren ebenfalls mit bossierten Quadern verstärkt. Während bis zum dritten Stockwerk hohe, schartenartige Lichtschlitze mit Rundbogen ins Mauerwerk eingelassen wurden, gab es ab dem vierten Obergeschoss auf drei Seiten des nahezu quadratischen Grundrisses spitzbogige Zwillingsfenster, die dem Turm «vornehmen Charakter [verliehen] und ihn in die Nähe adeliger Baukultur [rückten]». Er stellt mit diesem Gepräge eine Besonderheit aller Wehrtürme in Zürich dar und könnte einen Bergfried einer Burg als Vorbild gehabt haben.
Die Fensterausprägung des obersten Stockwerks könnte darauf schliessen lassen, dass der Turm ursprünglich zinnenbewehrt war. Auch wenn ihn alle Abbildungen mit schmalen, gemauerten Lichtschlitzen und zwei breiten Fenstern zeigen, scheinen die unteren Teile dieser Fenster älter zu sein und gehörten offensichtlich zum ursprünglichen Mauerbestand, während die Fensterbögen sicher jünger waren. Das Mauerwerk dazwischen bestand aus ungewöhnlich grossen Steinblöcken. 1631 wurde das Bauwerk verstärkt und 1634/1636 wurde ihm eine dreieckige Bastion vorgesetzt. Vergleicht man diese bossierten Fensteröffnungen mit Gebäuden in der Nachbarschaft, könnte eine Datierung möglich sein. Das Haus Roter Ochse, Storchengasse 23, besass Lichtschlitze «mit ausgeprägter gotischer Spitze» und wird auf die zweite Hälfte des 13. Jahrhunderts datiert.
Der Name Neuer Turm könnte darauf hindeuten, dass er etwas später als die übrigen Türme fertiggestellt wurde oder dass er einen älteren Bestandsturm ersetzte.
Im Jahr 1543 erhielt der Turm auf der stadtzugewandten Seite in der Höhe des obersten Stockwerks eine Ein-Zeiger-Turmuhr. Sie stammte von der St.-Peter-Kirche auf der anderen Limmatseite in der Altstadt. Sie hatte 1538 statt nur eines Ziffernblattes ein Zifferblatt auf allen vier Seiten. Schon zuvor hatte der Turm eine Uhr erhalten, deren Grösse mit «20 Schuch hoch und 20 Schu breytt» beschrieben wurde. 1685 wurde das Uhrwerk von dem Uhrwerkermeister Felix Bachoffen durch eines mit einem Pendel ersetzt.

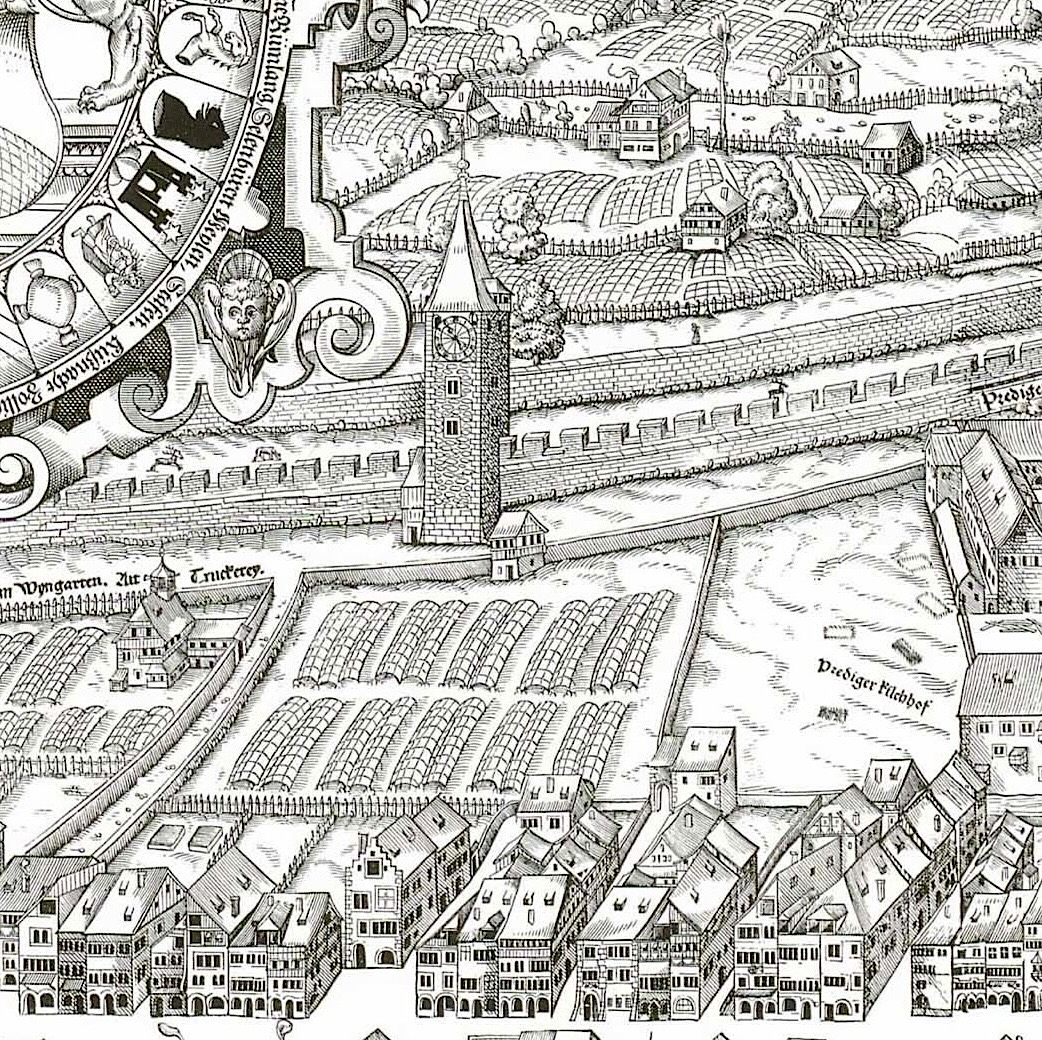
Der Ketzerturm auf dem Plan von Jos Murer, 1576
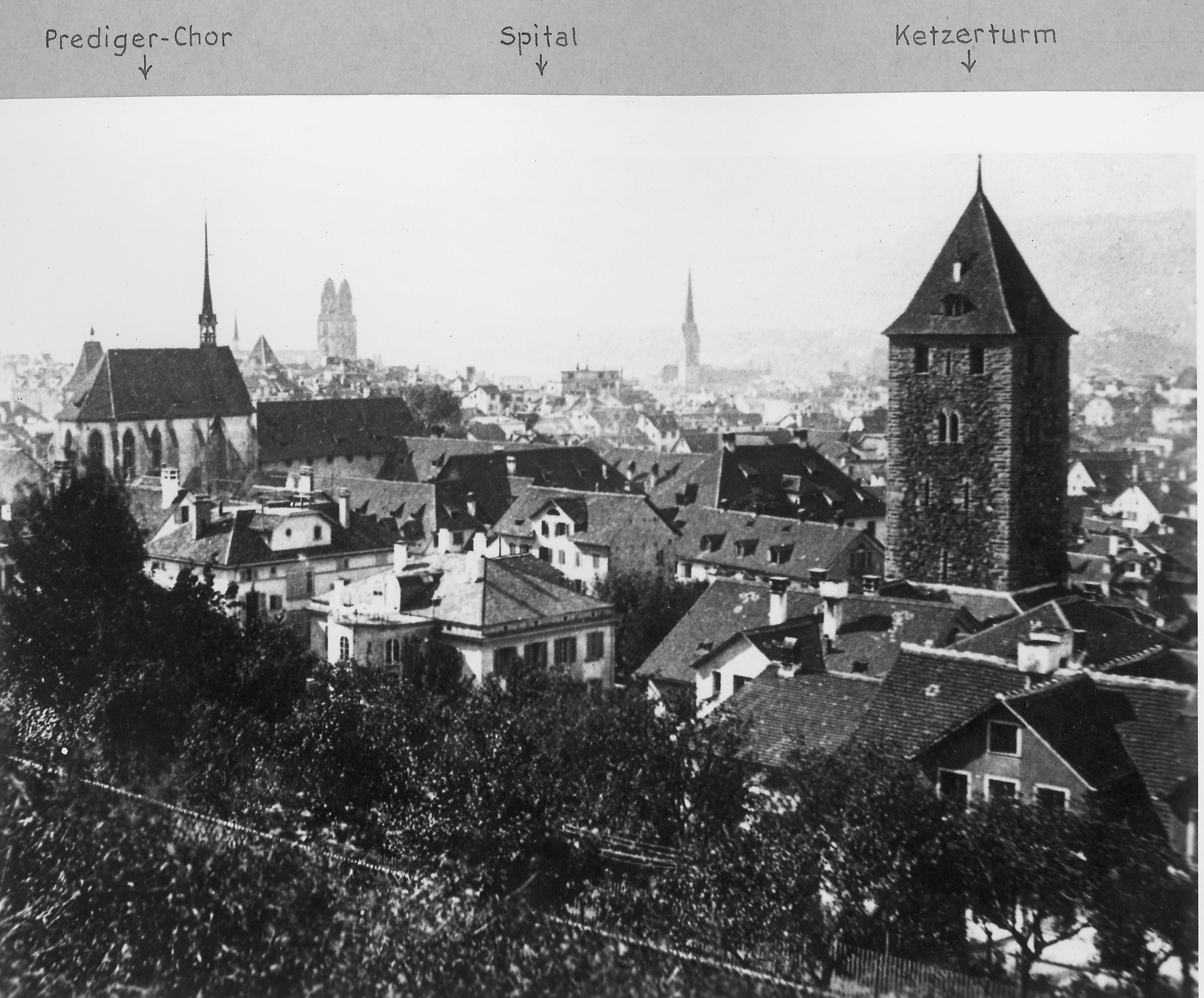
Aufnahme von 1865
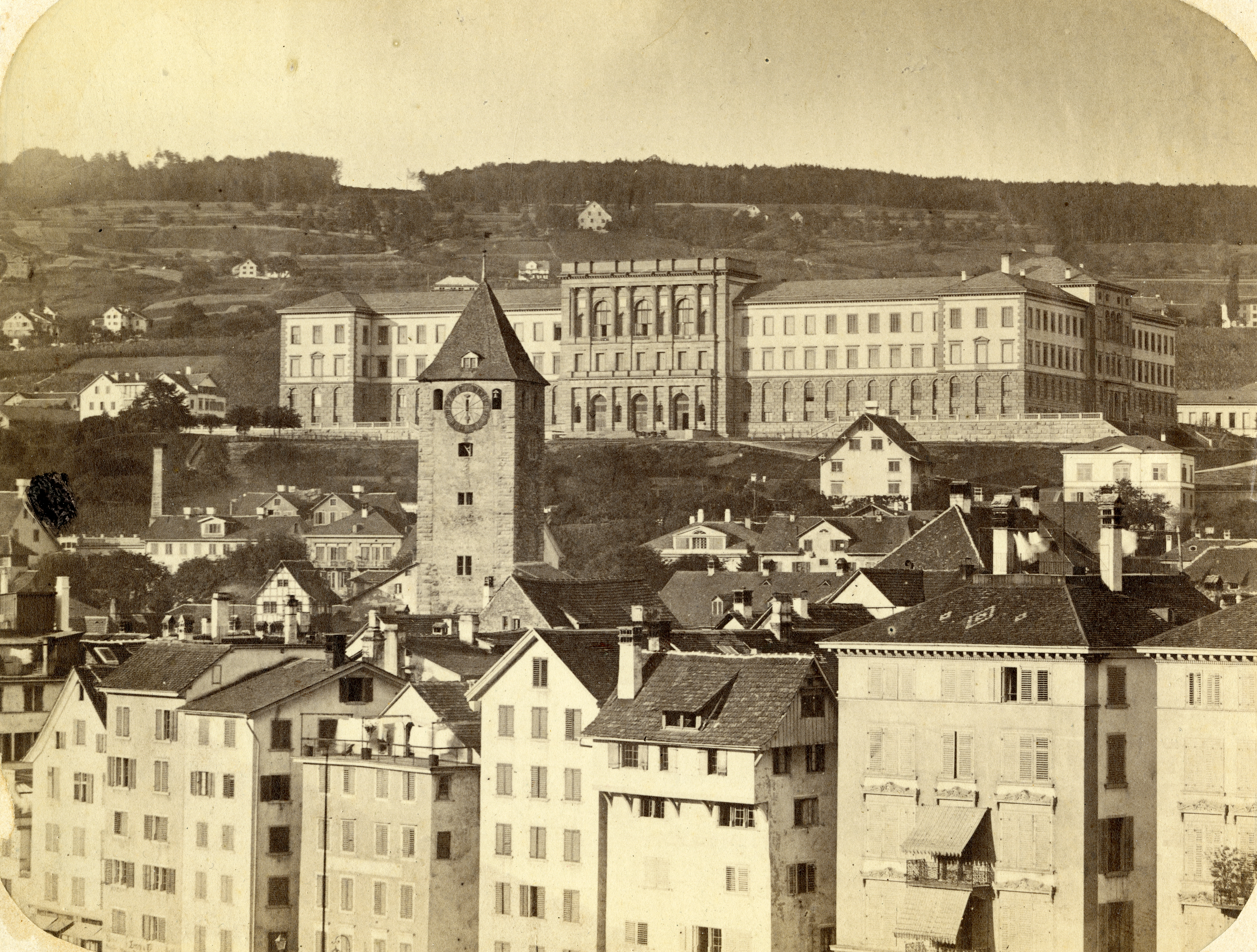
Um 1870. Im Hintergrund die ETH
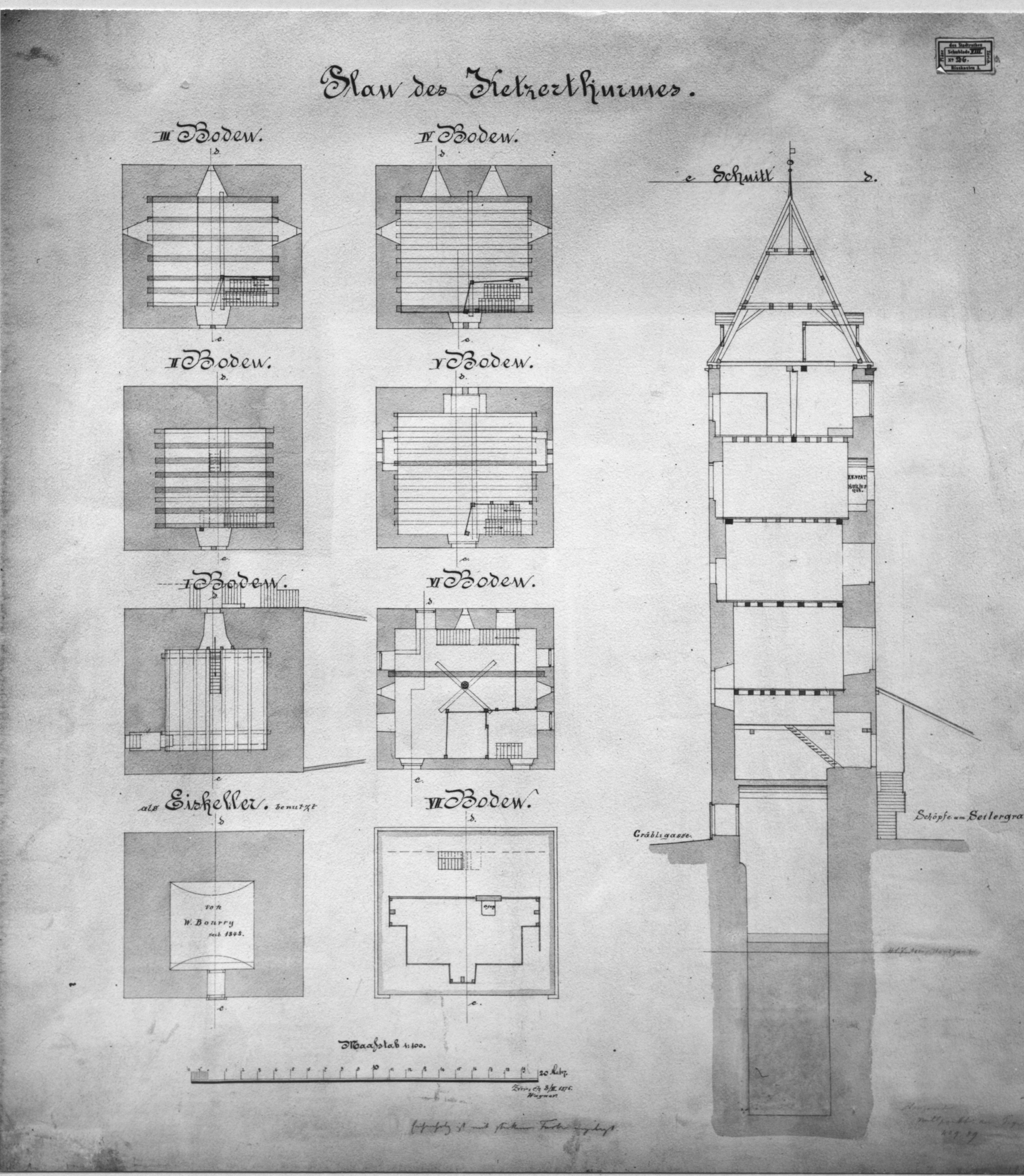
Plan von Wagner, 1875

## Nutzung
Bis zum Bau der Zeughäuser wurde der Turm zur Aufbewahrung von Waffen und anderer militärischer Ausrüstung benutzt. Zur Reformationszeit diente der Ketzerturm, wie er nun genannt wurde, als Gefängnis für Täufer.